# Wittenbeck
Wittenbeck település Németországban, Mecklenburg-Elő-Pomeránia tartományban, az Amt Bad Doberan-Land-hoz tárózik. Lakosainak száma 909 fő (2023. december 31.).

## A település részei
- Hinter Bollhagen
- Klein Bollhagen
- Wittenbeck

## Népesség
A település népességének változása:
| Lakosok száma | 851  | 876  | 865  | 899  | 909  |
|               | 2017 | 2019 | 2021 | 2022 | 2023 |